# Stokastisk matris
En stokastisk matris är inom matematik, bland annat linjär algebra och sannolikhetsteori, en kvadratisk matris bestående av icke-negativa tal vars rad- och/eller kolonnsummor är lika med 1. Man skiljer på olika typer av stokastiska matriser:
- En radstokastisk matris består av icke-negativa element och varje rad har summa 1.
- En kolonnstokastisk matris består av icke-negativa element och varje kolonn har summa 1.
- En dubbelstokastisk matris består av icke-negativa element och varje rad och varje kolonn har summa 1.

## Definition
Låt A vara en n × n-matris med element aij på rad i och kolonn j. För att A ska vara en stokastisk matris måste samtliga aij vara icke-negativa och något av nedanstående måste vara uppfyllt:
- För att A ska vara radstokastisk:

{\displaystyle \sum _{j=1}^{n}a_{ij}=1}
för alla i.
- För att A ska vara kolonnstokastisk:

{\displaystyle \sum _{i=1}^{n}a_{ij}=1}
för alla j.
- För att A ska vara dubbelstokastisk behöver båda ovanstående villkor vara uppfyllda.

Stokastiska matriser uppstår som övergångsmatriser i Markovkedjor. Elementen aij är då sannolikheten att gå från läge i till j.

## Egenskaper
- Enligt Perron-Frobenius sats har en stokastisk matris en unik egenvektor som endast har icke-negativa element. Denna egenvektor har egenvärdet 1. Om matrisen är en övergångsmatris för en Markovkedja är detta den stationära fördelningen.
- Birkhoffs sats: Mängden av dubbelstokastiska matriser är en konvex mängd där extrempunkterna är permutationsmatriser, så att en matris A är dubbelstokastisk om och endast om den är en konvexkombination av permutationsmatriser:

{\displaystyle A=\alpha _{1}P_{1}+\alpha _{2}P_{2}+....+\alpha _{k}P_{k}\qquad \qquad \forall i:\alpha _{i}>0\quad \alpha _{1}+...+\alpha _{k}=1}
Varje dubbelstokastisk n × n-matris behöver maximalt k = n2 - 2n + 2 permutationsmatriser i ovanstående konvexkombination.